# بكتيريا حمضية كلورية
بكتيريا حمضية كلورية (بالإنجليزية: Chloracidobacterium)‏ هي جنس من البكتيريا، سلبية الغرام، تتبع البكتيريا حمضية.